# Artamus insignis
Artamus insignis е вид птица от семейство Artamidae.

## Разпространение
Видът е разпространен в Папуа Нова Гвинея.